# サキエル
サキエル（Sachiel）は、ユダヤ教やキリスト教における天使である。水を司る天使とされる。ユダヤ教では七大天使の1体、キリスト教の智天使の1体とされる。サチエル、ザドキエル、ツァドキエルともいう。
西洋占星術ではサキエルは木星に結びつけられた。そこから、射手座、木曜日、富、慈善事業などと関連づけられる。